# 4. Magyar Filmdíj-gála
A 4. Magyar Filmdíj átadó gálára, amelyen a 2018-ban forgalomba hozott, s a Magyar Filmakadémia tagjai által legjobbnak ítélt magyar alkotásokat részesítették elismerésben, az 5. Magyar Filmhét befejező aktusaként két ünnepség keretében került sor: 2019. április 27-én a Pesti Vigadóban tartották meg a televíziós forgalmazású filmek díjátadóját, április 28-án a Vígszínházban pedig a moziforgalmazású alkotásokét.
2019-ben a díjak száma jelentősen megnőtt: külön értékelték a filmszínházakban bemutatott egész estés nagyjáték- és animációs filmeket 3 műfaji  és 13 alkotói kategóriában, valamint a televíziós forgalmazásba került alkotásokat hat műfajban (tévéfilm, televíziós sorozat, kisjátékfilm, dokumentumfilm, ismeretterjesztő film és animációs film), 45 kategóriában. A megnövekedett számú elismerések miatt vált szükségessé – ez évben először – külön díjátadó gála tartása a nagyjátékfilmeknek és a televíziós alkotásoknak.
A Filmhétre benevezett filmek közül a jelölt alkotások, illetve alkotók listáját a Filmakadémia tagjai titkos szavazással választották meg A moziforgalmazású filmek jelöltjeit a díjátadó előtt két nappal, 2019. április 26-án hozták nyilvánosságra. Az egyes kategóriák nyerteseiről az akadémiai tagok újabb titkos szavazással döntöttek.
A moziforgalmazású filmek közül a Rossz versek és a Napszállta lett a díjkiosztó nagy nyertese: az előbbi 8 jelölésből négy jelentős díjat vihetett el (legjobb film, legjobb rendező, legjobb vágó és legjobb női mellékszereplő), míg az utóbbi a hat jelölés mindegyikét megnyerte (legjobb operatőr, legjobb hangmester, legjobb látványtervező, legjobb jelmez, legjobb zeneszerző és legjobb smink). Jól szerepelt még az elsőfilmes Szilágyi Zsófia Egy nap című filmje (7 jelölésből 3 díj), valamint a A hentes, a kurva és a félszemű (7 jelölésből 2 elismerés). A „nagy vesztes” az Örök tél lett: a hét jelölésből egyet sem tudott díjra váltani.
A legsikeresebb tévéfilm a Trezor volt: a lehetséges 13 díjból nyolcat gyűjtött be. A 2019-ben első alkalommal külön díjazott televíziós sorozatok közül az Aranyélet 3. évadja lett az abszolút győztes; a lehetséges 13 díj mindegyikét elnyerte.
A nagyközönség ez évben is kiválaszthatta kedvencét az filmhéten bemutatott alkotások közül. A közönségdíjért folytatott internetes szavazás 2019. április 15. és 25. között zajlott le. A moziforgalmazású alkotások közül a közönség kedvence az akadémiai tagok által nem díjazott BÚÉK lett, míg a televíziós forgalmazásúak közül az Erdélyben forgatott Gasztroangyal / Az eleven Húsvét című ismeretterjesztő film, valamint Béres László kisjátékfilmje, a 25 dollár volt.
A gála alkalmat adott arra, hogy többek között megemlékezzenek az előző rendezvény óta elhunyt Vajna András producerről, Kósa Ferenc és Kerényi Imre rendezőkről; Szokolay Ottó, Székhelyi József, Tardy Balázs, Matus György, Spindler Béla, Kautzky József, Ádám Tamás, Uri István, Paudits Béla és Tahi Tóth László színészekről; Koós János színész-énekesről, valamint Baló György és Aczél Endre televíziós szerkesztőkről.

## Díjazottak és jelöltek

### Nagyjátékfilmek
A nyertesek a táblázat első sorában, félkövérrel vannak jelölve.
| Filmes díjak | Filmes díjak |
| Legjobb játékfilm | Legjobb első film |
| --- | --- |
| - Rossz versek, producer: Berkes Júlia, Estelle Robin You, Petrányi Viktória (rendező: Reisz Gábor) - BÚÉK, producer: Zákonyi S. Tamás, Geszti Péter, Ditz Edit (rendező: Goda Krisztina) - Egy nap, producer: Pataki Ági, Kenesei Edina (rendező: Szilágyi Zsófia) - Remélem legközelebb sikerül meghalnod :), producer: Pusztai Ferenc, Petrányi Viktória (rendező: Schwechtje Mihály) - X – A rendszerből törölve, producer: Muhi András, Ferenczy Gábor (rendező: Ujj Mészáros Károly) | - Egy nap, producer: Pataki Ági, Kenesei Edina (rendező: Szilágyi Zsófia) - Lajkó – cigány az űrben, producer: Pusztai Ferenc (rendező: Lengyel Balázs) - Remélem legközelebb sikerül meghalnod :), producer: Pusztai Ferenc, Petrányi Viktória (rendező: Schwechtje Mihály) - Tegnap, producer: Taschler Andrea, Jamila Venske (rendező: Kenyeres Bálint) - Virágvölgy, producer: Muhi András, Ferenczy Gábor (rendező: Csuja László) |
| Legjobb egész estés animációs film | |
| - Ruben Brandt, a gyűjtő, rendező: Milorad Krstić - Egy év Hoppifalván, rendező: Rofusz Ferenc - Lengemesék 2 – Tél a Nádtengeren, rendező: Pálfi Zsolt | |
| Filmes alkotói díjak | |
| Legjobb rendező | Legjobb forgatókönyvíró |
| - Reisz Gábor – Rossz versek - Goda Krisztina – BÚÉK - Schwechtje Mihály – Remélem legközelebb sikerül meghalnod :) - Szilágyi Zsófia – Egy nap - Ujj Mészáros Károly – X – A rendszerből törölve | - Szilágyi Zsófia, Mán-Várhegyi Réka – Egy nap - Divinyi Réka, Goda Krisztina – BÚÉK - Köbli Norbert, Szász Attila – Örök tél - Reisz Gábor – Rossz versek - Schwechtje Mihály – Remélem legközelebb sikerül meghalnod :) |
| Legjobb női főszereplő | Legjobb férfi főszereplő |
| - Szamosi Zsófia – Egy nap - Balsai Móni – X – A rendszerből törölve - Gera Marina – Örök tél - Radnay Csilla – Nyitva - Török-Illyés Orsolya – A rossz árnyék | - Hegedűs D. Géza – A hentes, a kurva és a félszemű - Keresztes Tamás – Lajkó – cigány az űrben - Kovács Lehel – Nyitva - Mohai Tamás – Vándorszínészek - Rába Roland – Paraziták a Paradicsomban |
| Legjobb női mellékszereplő | Legjobb férfi mellékszereplő |
| - Monori Lili – Rossz versek - Bánsági Ildikó – Az Úr hangja - Börcsök Enikő – A hentes, a kurva és a félszemű - Döbrösi Laura – Örök tél - Láng Annamária – Egy nap | - Nagy Zsolt – A hentes, a kurva és a félszemű - Fekete Ádám – Az Úr hangja - Gyabronka József – Lajkó – cigány az űrben - Kovács Zsolt – Rossz versek - Orosz Ákos – Örök tél |
| Legjobb vágó | Legjobb hangmester |
| - Tálas Zsófia – Rossz versek - Hargittai László – Örök tél - Kővári Szabolcs – Remélem legközelebb sikerül meghalnod :) - Lemhenyi Réka – Az Úr hangja - Mezei Áron – Nyitva | - Zányi Tamás – Napszállta - Fék György – A hentes, a kurva és a félszemű - Lukács Péter Benjámin és Székely Tamás – Rossz versek - Székely Tamás – Egy nap - Várhegyi Rudolf és Kristóf Márton – Lajkó – cigány az űrben |
| Legjobb operatőr | Legjobb jelmeztervező |
| - Erdély Mátyás – Napszállta - Becsey Kristóf és Bálint Dániel – Rossz versek - Garas Dániel – Vándorszínészek - Máthé Tibor – A hentes, a kurva és a félszemű - Nagy András – Örök tél | - Szakács Györgyi – Napszállta - Bárdosi Ibolya – X – A rendszerből törölve - Breckl János – A hentes, a kurva és a félszemű - Breckl János – Vándorszínészek - Sinkovits Judit – Lajkó – cigány az űrben |
| Legjobb látványtervező | Legjobb zeneszerző |
| - Rajk László – Napszállta - Ágh Márton – Tegnap - Hujber Balázs – X – A rendszerből törölve - Pater Sparrow – Vándorszínészek - Valcz Gábor – A hentes, a kurva és a félszemű | - Melis László – Napszállta - Balázs Ádám – Lajkó – cigány az űrben - Csengery Dániel – X – A rendszerből törölve - Melis László – A rossz árnyék - Víg Mihály – Genezis |
| Legjobb sminkes | |
| - Forgács Böbe, Csatári Viktória – Napszállta - Hortobágyi Ernella (maszkmester) – Örök tél - Jónás Kata, Sári Kata, Horváth Rita – Valami Amerika 3. - Petrilla Orsolya, Károlyi Márk „Travis” – Nyitva - Titkos Bernadett (smink), Károlyi Márk „Travis” (fodrász) – Vándorszínészek | |

### Televíziós alkotások

#### Tévéfilmek
A nyertesek a táblázat első sorában, félkövérrel vannak jelölve.
| Legjobb tévéfilm | Legjobb tévéfilm |
| --- | --- |
| - Trezor, producer: Lajos Tamás, rendező: Bergendy Péter - A merénylet, producer: Hábermann Jenő, rendező: Pajer Róbert - A Sátán fattya, producer: Buglya Sándor, rendező: Zsigmond Dezső - A színésznő, producer: Kálomista Gábor, rendező: Vitézy László - Curtiz, producer: Hutlassa Barnabás, Sümeghy Claudia, Kálomista Gábor, rendező: Topolánszky Tamás Yvan | |
| Tévéfilmes alkotói díjak | |
| Legjobb női főszereplő | Legjobb férfi főszereplő |
| - Szávai Viktória – A színésznő - Bordán Lili – Curtiz - Hámori Gabriella – Trezor - Kováts Adél – A merénylet - Tarpai Viktória – A Sátán fattya | - Anger Zsolt – Trezor - Adorjáni Bálint – A színésznő - Csőre Gábor – A merénylet - Trill Zsolt – A Sátán fattya - Lengyel Ferenc – Curtiz           |
| Legjobb női mellékszereplő | Legjobb férfi mellékszereplő |
| - Tóth Ildikó – A színésznő | - Scherer Péter – Trezor |
| Legjobb forgatókönyvíró | Legjobb vágó |
| - Köbli Norbert – Trezor - Bak Zsuzsanna, Topolánszky Tamás Yvan – Curtiz - Balogh Géza, Nagy Zoltán Mihály, Zsigmond Dezső – A Sátán fattya - Porogi András, Pajer Róbert – A merénylet - Sz. Szabó István, Vitézy László – A színésznő | - Király István – Trezor - Bodoky Eszter – Curtiz - Koncz Gabriella – A Sátán fattya - Poós A. Márton – A merénylet - Csillag Mano – A színésznő      |
| Legjobb operatőr | Legjobb díszlet vagy látványtervező |
| - Nagy András – Trezor - Dévényi Zoltán – Curtiz - Halász Gábor – A Sátán fattya - Csukás Sándor, Markert Károly – A merénylet - Markert Károly, Pap Ferenc – A színésznő | - Kiss Dorka – Curtiz - Hujber Balázs – Trezor - Veér Károly – A Sátán fattya - Sárdi Zoltán – A merénylet - Siska Tamás – A színésznő                |
| Legjobb jelmez | Legjobb zeneszerző |
| - Breckl János – Curtiz - Breckl János – Trezor - Breckl János – A Sátán fattya - Pártényi Zsuzsa – A merénylet - Balai Zsuzsa – A színésznő | - Pacsay Attila – Trezor - Subicz Gábor – Curtiz - Darvas Ferenc – A Sátán fattya - Barabás Béla – A merénylet                                        |
| Legjobb smink | Legjobb hangmester |
| - Árpa Karolina, Kolontáry Éva, Szabó Mónika – Curtiz - Győrfy Anita, Sipos Zita – Trezor - Csatári Viktória, Királyné Beke Valéria, Szalai László, Szegedi Rozália – A Sátán fattya - Szilágyi Diána – A merénylet - Balázs Krisztina, Jakóts Kati, Kostyó-Pajer Zsófi, Tesner Ancsa – A színésznő                                                                  | - Balázs Gábor – Trezor - Agg Tímea – Curtiz - Belovári Tibor – A Sátán fattya - Oláh Ottó – A merénylet - Madaras Attila, Varga Balázs – A színésznő |

#### Televíziós sorozatok
| Legjobb televíziós sorozat                                             | Legjobb televíziós sorozat                                |
| ---------------------------------------------------------------------- | --------------------------------------------------------- |
| Aranyélet 3. évad (4. rész – Vakfolt) – rendező: Mátyássy Áron         |                                                           |
| Televíziós sorozatok alkotói díjai                                     |                                                           |
| Legjobb női főszereplő                                                 | Legjobb férfi főszereplő                                  |
| Ónodi Eszter – Aranyélet 3. évad (4. rész – Vakfolt)                   | Thuróczy Szabolcs – Aranyélet 3. évad (4. rész – Vakfolt) |
| Legjobb női mellékszereplő                                             | Legjobb férfi mellékszereplő                              |
| Danis Lídia – Aranyélet 3. évad (4. rész – Vakfolt)                    | Végh Zsolt – Aranyélet 3. évad (4. rész – Vakfolt)        |
| Legjobb forgatókönyvíró                                                | Legjobb vágó                                              |
| Vancsik Péter, Vanicsek Olivér – Aranyélet 3. évad (4. rész – Vakfolt) | Kiss Wanda – Aranyélet 3. évad (4. rész – Vakfolt)        |
| Legjobb operatőr                                                       | Legjobb díszlet vagy látványtervező                       |
| Marosi Gábor – Aranyélet 3. évad (4. rész – Vakfolt)                   | Hujber Balázs – Aranyélet 3. évad (4. rész – Vakfolt)     |
| Legjobb jelmez                                                         | Legjobb zeneszerző                                        |
| Breckl János – Aranyélet 3. évad (4. rész – Vakfolt)                   | The Uptown Felaz – Aranyélet 3. évad (4. rész – Vakfolt)  |
| Legjobb smink                                                          | Legjobb hangmester                                        |
| Gerő Szandra, Vincze Gabriella – Aranyélet 3. évad (4. rész – Vakfolt) | Péterffy Máté – Aranyélet 3. évad (4. rész – Vakfolt)     |

#### Kisjátékfilmek
| Legjobb kisjátékfilm             | Legjobb kisjátékfilm           |
| -------------------------------- | ------------------------------ |
| Ostrom – rendező: Kovács István  |                                |
| Kisjátékfilmes alkotói díjak     |                                |
| Legjobb női főszereplő           | Legjobb férfi főszereplő       |
| Zsurzs Kati – Last Call          | Ujlaki Dénes – Az agg színész  |
| Legjobb forgatókönyvíró          | Legjobb vágó                   |
| Tóth Barnabás – Susotázs         | Csillag Mano – A legjobb játék |
| Legjobb operatőr                 |                                |
| B. Marton Frigyes – Megtört szív |                                |

#### Dokumentumfilmek
| Legjobb dokumentumfilm               | Legjobb dokumentumfilm       | Legjobb dokumentumfilm                                   |
| ------------------------------------ | ---------------------------- | -------------------------------------------------------- |
| Getto Balboa – rendező: Bogdán Árpád |                              |                                                          |
| Dokumentumfilmes alkotói díjak       |                              |                                                          |
| Legjobb vágó                         | Legjobb operatőr             | Legjobb hangmester                                       |
| Sass Péter – Könnyű leckék           | Bordás Róbert – Gettó Balboa | Balázs Gábor – A mindenség szerelmese / Juhász Ferenc 90 |

#### Ismeretterjesztő filmek
| Legjobb ismeretterjesztő film           | Legjobb ismeretterjesztő film  | Legjobb ismeretterjesztő film          |
| --------------------------------------- | ------------------------------ | -------------------------------------- |
| Vad Balaton – rendező: Mosonyi Szabolcs |                                |                                        |
| Ismeretterjesztő filmes alkotói díjak   |                                |                                        |
| Legjobb vágó                            | Legjobb operatőr               | Legjobb hangmester                     |
| Oláh Kata – Rotschild Klári legendái    | Mosonyi Szabolcs – Vad Balaton | Bőhm Dániel – Rotschild Klári legendái |

#### Animációs kisfilmek
| Legjobb animációs kisfilm                                            |
| -------------------------------------------------------------------- |
| Luther / Isten tenyerén? – rendező: Richly Zsolt                     |
| Legjobb forgatókönyvíró                                              |
| Gyulai Líviusz – Egy komisz kislány naplója 13. epizód – Viva Mexikó |

### Közönségdíj
| A film címe                      | Rendező        | Producer                                  |
| -------------------------------- | -------------- | ----------------------------------------- |
| BÚÉK                             | Goda Krisztina | Zákonyi S. Tamás, Geszti Péter, Ditz Edit |
| Gasztroangyal / Az eleven Húsvét | Szögi Lackó    | Bakos Katalin (produkciós vezető)         |
| 25 dollár                        | Béres László   | Csősz Boglárka                            |

### Életműdíj
| A Magyar Filmakadémia életműdíja | A Magyar Filmakadémia életműdíja | A Magyar Filmakadémia életműdíja | A Magyar Filmakadémia életműdíja | A Magyar Filmakadémia életműdíja |
| -------------------------------- | -------------------------------- | -------------------------------- | -------------------------------- | -------------------------------- |
| Andorai Péter                    | Bánsági Ildikó                   | Bodrogi Gyula                    | Koncz Gábor                      | Venczel Vera                     |

## Többszörösen jelölt és díjazott alkotások, alkotók
| Jelölés | Díj | Cím                                      |
| ------- | --- | ---------------------------------------- |
| 8       | 4   | Rossz versek                             |
| 7       | 3   | Egy nap                                  |
| 7       | 2   | A hentes, a kurva és a félszemű          |
| 7       | 0   | Örök tél                                 |
| 6       | 6   | Napszállta                               |
| 6       | 0   | X – A rendszerből törölve                |
| 6       | 0   | Lajkó – cigány az űrben                  |
| 5       | 0   | Remélem legközelebb sikerül meghalnod :) |
| 5       | 0   | Vándorszínészek                          |
| 4       | 0   | Nyitva                                   |
| 3       | 1   | BÚÉK                                     |
| 3       | 0   | Az Úr hangja                             |
| 2       | 0   | A rossz árnyék                           |
| 2       | 0   | Tegnap                                   |

| Jelölés | Díj | Cím            |
| ------- | --- | -------------- |
| 12      | 8   | Trezor         |
| 11      | 3   | Curtiz         |
| 11      | 2   | A színésznő    |
| 11      | 0   | A merénylet    |
| 11      | 0   | A Sátán fattya |

| Jelölés | Díj | Név                   |
| ------- | --- | --------------------- |
| 6       | 2   | Breckl János          |
| 3       | 1   | Hujber Balázs         |
| 2       | 1   | Reisz Gábor           |
| 2       | 1   | Balázs Gábor          |
| 2       | 1   | Csatári Viktória      |
| 2       | 1   | Csillag Mano          |
| 2       | 1   | Köbli Norbert         |
| 2       | 1   | Melis László          |
| 2       | 1   | Szilágyi Zsófia       |
| 2       | 0   | Goda Krisztina        |
| 2       | 0   | Károlyi Márk „Travis” |
| 2       | 0   | Markert Károly        |
| 2       | 0   | Schwechtje Mihály     |